# Netherton (Merseyside)
Netherton – wieś w Anglii, w hrabstwie ceremonialnym Merseyside, w dystrykcie metropolitalnym Sefton. Leży 11 km na północ od centrum Liverpool i 293 km na północny zachód od Londynu.